# クルージング・ウィズ・ルーベン&ザ・ジェッツ
『クルージング・ウィズ・ルーベン&ザ・ジェッツ』（Cruising with Ruben & the Jets）は、フランク・ザッパ率いるマザーズ・オブ・インヴェンションが1968年に発表したアルバム。

## 解説
ルーベン&ザ・ジェッツという、架空のドゥーワップ・バンドを題材としたコンセプト・アルバムで、音楽的にもドゥーワップ色の強い楽曲で統一された。本作のCDブックレットにおいて、ザッパは「グリースたっぷりのラヴ・ソングと馬鹿げた単純さでできたアルバム」と説明している。「ハウ・クッド・アイ・ビー・サッチ・ア・フール」「アイム・ノット・サティスファイド」「ユー・ディドゥント・トライ・トゥー・コール・ミー」「エニィウェイ・ザ・ウィンド・ブロウズ」の4曲は、デビュー・アルバム『フリーク・アウト!』収録曲のドゥーワップ・ヴァージョン。しかし一方で、「愛の泉」ではストラヴィンスキー『春の祭典』のメロディが引用される等、実験的な試みもなされている。なお、本作のレパートリーはドゥーワップの体裁をとってはいるものの、ドゥーワップのパターン化されたものではまったくありえないコード進行を用いて作曲されている旨がザッパの自伝に記されている。
裏ジャケットには、ルーベン&ザ・ジェッツに関する詳細なストーリーが記載されている。「ジェリー・ロール・ガム・ドロップ」に登場する「ジェリー・ロール」とは髪型のことで、LP初版とCDブックレットには、ジェリー・ロールのセットの方法を解説したイラストが掲載されている。
アルバムは大ヒットには至らなかったが、ジョン・レノンとジョージ・ハリスンは本作を気に入り、ザッパに電報で賛辞を伝えたという。また、後年、ルーベン・ラドロン・デ・ゲヴァラというミュージシャンが、ザッパ本人の許可を得てルーベン&ザ・ジェッツというバンドを結成し、同バンドのアルバム『For Real!』（1973年）は、ザッパがプロデュースを担当した。
ザッパのアルバムは再発売に伴いリミックスの施されたものが多いが、本作は1985年の「THE OLD MASTERS BOX ONE」での再発売の際、リミックスのみならず「スタッフ・アップ・ザ・クラックス」を除く全曲でベースとドラムスのパートが新たに録り直された。オーバー・ダビングをしたミュージシャンの名前はクレジットされていないが、ベースはアーサー・バーロウ、ドラムスはチャド・ワッカーマン（2人とも1980年代のザッパ・バンドのメンバー）が担当したとされる。CD化も同じリミックス･バージョンが使われ、「スタッフ・アップ・ザ・クラックス」は別のドラム・トラックをシンクロさせたリミックス・バージョンに差し替えられた。
尚、オリジナルのリズム・トラックのヴァージョンは2010年に発売された「Greasy Love Songs」で初めてCD化された。

## 収録曲
特記なき楽曲はフランク・ザッパ作。ランニング・タイムはCDヴァージョンに基づく。
1. チープ・スリル - "Cheap Thrills" - 2:39
2. ラヴ・オブ・マイ・ライフ - "Love of My Life" - 3:08
3. ハウ・クッド・アイ・ビー・サッチ・ア・フール - "How Could I Be Such a Fool?" - 3:35
4. デゼリ - "Deseri" (Paul Buff, Ray Collins) - 2:09
5. アイム・ノット・サティスファイド - "I'm Not Satisfied" - 4:08
6. ジェリー・ロール・ガム・ドロップ - "Jelly Roll Gum Drop" - 2:24
7. エニシング - "Anything" (R. Collins) - 3:06
8. レイター・ザット・ナイト - "Later That Night" - 3:00
9. ユー・ディドゥント・トライ・トゥー・コール・ミー - "You Didn't Try to Call Me" - 3:58
10. 愛の泉 - "Fountain of Love" (R. Collins, Frank Zappa) - 3:22
11. ノー・ノー・ノー - "No. No. No." - 2:15
12. エニィウェイ・ザ・ウィンド・ブロウズ - "Anyway the Wind Blows" - 3:01
13. スタッフ・アップ・ザ・クラックス - "Stuff Up the Cracks" - 4:36

## 参加ミュージシャン
- フランク・ザッパ - ギター、ボーカル
- レイ・コリンズ - リード・ボーカル
- ロイ・エストラーダ - ベース、ボーカル
- ジミー・カール・ブラック - ドラムス、パーカッション、リズムギター、ボーカル
- アート・トリップ - リズムギター
- イアン・アンダーウッド - ピアノ、キーボード、サックス
- ドン・プレストン – ベース、ピアノ、キーボード
- モーターヘッド・シャーウッド – バリトン・サックス、タンブリン
- バンク・ガードナー – サックス

下記ミュージシャンは、CD化に際して行われたオーバーダビングに参加。
- アーサー・バーロウ - ベース
- チャド・ワッカーマン - ドラムス